# 록스타 게임스 소셜 클럽

락스타 게임스 소셜 클럽(Rockstar Games Social Club)은 락스타 게임스가 최신 게임들을 사용하기위한 무료 온라인 서비스이다. 락스타 게임스 소셜 클럽은 2008년 4월 27일에 발표가 되었었다,

## 게임
| 게임                                | 출시             |
| ----------------------------------- | ---------------- |
| 그랜드 테프트 오토 IV               | 2008년 4월 29일  |
| 미드나잇 클럽: 로스 엔젤레스        | 2008년 10월 21일 |
| 그랜드 테프트 오토: 차이나타운 워즈 | 2009년 3월 17일  |
| 비터라토                            | 2009년 9월 29일  |
| 레드 데드 리뎀션                    | 2010년 5월 18일  |
| L.A. 느와르                         | 2011년 5월 17일  |
| 맥스 페인 모바일                    | 2012년 4월 12일  |
| 맥스 페인 3                         | 2012년 5월 15일  |
| 그랜드 테프트 오토 V                | 2013년 9월 17일  |
| 에이전트                            | TBA              |